# El precio de una sombra
El precio de una sombra es la primera novela del escritor y diplomático español Javier Rupérez. Se trata de una novela histórica de espionaje e intrigas políticas, cuya primera edición fue publicada en junio de 2005 por la editorial Destino (colección Áncora y Delfín).
La novela relata la intriga en que se ve metido el protagonista, Paco Lucas, un joven diplomático, en la recién creada Representación española en Varsovia a comienzo de los años setenta, en plena Polonia socialista. Asimismo se plasman las impresiones que él vive en su estancia en la capital polaca.
El escritor describe parte de sus experiencias en la novela, ya que, al igual que el protagonista, fue diplomático en la Representación de España en la República Popular de Polonia en los años setenta. Aunque no es una novela autobiográfica.

## Contexto histórico
El cuerpo principal de la novela se desarrolla entre 1970 y 1971 en Varsovia, capital de la República Popular de Polonia. El Gobierno franquista español decide abrir una Representación diplomática en Polonia. El secretario general del Partido Obrero Unificado Polaco Władysław Gomułka, en el puesto desde 1956, se ve enfrentado con una serie de problemas sociales: 
- la Iglesia, al mando del cardenal primado de Varsovia, el prelado Stefan Wyszyński, endurece su cara anticomunista;
- el descontento popular tras las revueltas de 1968, en especial tras los hechos de la Primavera de Praga, se acentúan;
- las revueltas en la costa báltica en contra del sistema, en especial la huelga de los trabajadores de los astilleros de Gdansk, llegan a su punto álgido viendo nacer el liderato de un joven trabajador llamado Lech Wałęsa.

Ante la actuación poco afortunada del secretario general para paliar estos problemas, la cúpula del Partido, el Politburó, decide eliminarlo. Así, aduciendo problemas de salud, Gomułka se ve obligado a retirarse el 23 de diciembre de 1970.

## Argumento
El jefe de la Representación diplomática española en Varsovia, Epifanio Muñoz, le muestra el anónimo a su encargado consular, el joven diplomático Paco Lucas, en el que alguien lo denuncia y difama. Este se queda sorprendido e intenta pensar quién y por qué motivos puede haber hecho algo así contra él, que se considera una persona responsable, trabajadora y justa. 
En el anónimo se le denuncia por simpatizar con los comunistas y ayudarles: Paco piensa entonces en su amigo Joan Ricart, un comunista catalán exiliado políticamente desde hace mucho tiempo en Polonia, que acude por primera vez a la Representación solicitando un pasaporte para visitar su tierra. Paco Lucas agilita el trámite e inicia una amistad con él, así conoce otros comunistas exiliados y visita sus reuniones. Emprenden un viaje junto con Joan y otros dos conocidos anticomunistas a la costa báltica, a Gdansk, para observar personalmente lo que acontece en los astilleros, la huelga-manifestación iniciada días atrás por los trabajadores de la construcción naval.
Paralelamente recuerda sus encuentros y experiencias con diversos personajes polémicos en la capital polaca: aparte de las reuniones de los exiliados comunistas españoles, suele escuchar los sermones relativamente liberales del cardenal Wyszyński o entrevistarse con el doctor Benjamin Amsterdamski, su médico y anticomunista clandestino, como para preguntarle sobre la presunta dimisión de Gomułka. De las informaciones obtenidas acostumbra mandar un informe a sus superiores en el Ministerio de Asuntos Exteriores. 
Entonces decide viajar a Madrid para reunirse con los responsables de Europa oriental del Ministerio de Asuntos Exteriores, Alfonso de la Rubia y Federico Cañadas, y con el director general para Europa, Manuel Gadea, para preguntar por su situación tras la denuncia. Estos lo reciben cordialmente y lo felicitan por la condecoración recibida por su diligente labor de información. Le dicen que la denuncia no ha pasado a mayores, que se cuestionó mandarlo a las Filipinas como castigo, pero que al final se resolvió favorablemente. Paco Lucas regresa tranquilo a Varsovia y rehace su trabajo cotidiano: las labores consulares al lado de Isabel, su secretaria; Jozef Rogowski, el traductor que informa con gusto sobre la historia polaca a Paco, y Maria Sikorska, la secretaria del jefe, mujer con reputación de espía que le inspira poca confianza.
Un día Isabel descubre entre los papeles del jefe un par de tomas fotográficas en las que se ven dos mujeres corpulentas con un abrigo de visón desnudándose, le muestra las fotos a Paco y éste reconoce el abrigo de Musquilda. Deciden destruir las fotos y no comentar más el hecho, aunque para ambos son ya sabidas las frecuentes salidas extraconyugales del jefe. 
Epifanio mientras tanto sigue mandando informes confidenciales, a través de la valija diplomática, al general jefe del Alto Estado Mayor Rodrigo Mañas y al cardenal presidente de le Conferencia Episcopal Española; informes que sus contactos en otras embajadas occidentales o en la Iglesia polaca le proporcionan sobre la situación política de los países del Pacto de Varsovia. El primero acostumbra contestar por correo ordinario, lo que pone inquieto a Epifanio, temeroso de que los espías puedan leer las cartas. A la cuarta vez que el general jefe le responde por correo ordinario, Epifanio sufre un ataque de rabia y nerviosismo. Sale corriendo de la Representación con la idea fija de que la carta ya había sido leída por los espías comunistas. Su secretaria, Maria Sikorska, descubre la carta, la lee y se encarga de lo suyo...
Un par de días más tarde, Epifanio le pide a Sikorska que le concierte una cita con el padre Brochwicz (su contacto en la Iglesia). Cuando Epifanio acude a la cita, se encuentra con dos sujetos de facciones duras que le informan que el padre ha sido detenido por transmitir información subversiva. Le interrogan sobre su relación con el padre y sobre sus informes confidenciales mandados a España. Epifanio comprende que ha sido descubierto y se defiende alegando tener inmunidad diplomática y que si así lo quieren, pueden expulsarlo, pensando quedar como una víctima más del sistema socialista. Ellos le muestran una colección de fotos eróticas que han realizado y se queda paralizado; se sabe acabado y en las manos de esos individuos. Estos le piden que colabore con ellos como espía, sí, ¡que espiara en contra de España! Epifanio no tiene otra salida y firma. Se encierra en su habitación del hotel y pide que llamen urgentemente a Musquilda, que se encuentra en uno de sus rutinarios viajes fuera de Polonia. 
Paco se encontraba disfrutando de sus últimas vacaciones en suelo polaco, lo habían asignado para la embajada en Oslo. Edurne, la nueva secretaría que remplazó a Isabel, le llama pidiéndole que regrese lo antes posible, alarmada por el estado del jefe. Cuando Paco llega, se encuentra con un Epifanio abatido. Éste le dice que su vida corre peligro, que ha sido amenazado, ha sido objeto de un chantaje por unas fotos donde se demuestra que engaña a su mujer, y que tiene que marcharse lo antes posible de Polonia con su mujer; que de momento deja la  Representación diplomática a su cargo. No le da más detalles. Paco, intrigado ante la negativa de Epifanio de poner una denuncia y de dar noticia al Ministerio, decide avisar a Manuel Gadea, su superior en Madrid, e informarle de lo acontecido, exponiéndole sus dudas. También se lo cuenta a Edurne, con quien había iniciado una sincera amistad.
Paco y Edurne recogen a Musquilda en el aeropuerto; lo primero que hace al ver a Epifanio es insultarle, ella sabía que tarde o temprano sus “historias de faldas” acabarían metiéndolo en un lío. Epifanio le cuenta todo, a excepción que se había hecho un espía al servicio de los comunistas, y le pide ayuda; le pide que se entreviste en Madrid con Manuel Gadea, le cuente la historia inicial y las amenazas y el deseo urgente de su traslado. Edurne ayuda a Musquilda a preparar las maletas y ésta la invita a cenar juntas por última vez: ya bebida le cuenta sus frustraciones maritales y le confiesa que ella había sido la responsable del anónimo contra Paco Lucas, que lo había hecho, irónicamente, para proteger a su marido, tratando de que las miradas se centraran en Paco y no en él. Ahora le daba todo lo mismo y lo único que deseaba era salir de Polonia y que acabara todo esto ya.
En Madrid, Musquilda hace un recorrido diferente al planeado por su marido: se entrevista con el director general de Seguridad Gregorio Moreno, con el general Mañas y con el responsable de la Conferencia Episcopal; a los tres les escenifica el teatro de mujer compungida que trata de ayudar a su marido, ejemplar diplomático, a salir del problema e que está metido. Al final de la jornada cuenta con el apoyo de estas tres instituciones y se siente con  valor y armas suficientes para presentarse en el Palacio de Santa Cruz. Allí la espera un impaciente Gadea, que ya había sido informado de antemano por Paco de la irreal e inverosímil situación, un Gadea que nunca había visto con buenos ojos a Epifanio. Musquilda le entrega la carta de éste y parte. Gadea abre la carta y, aparte del folio escrito, aparece una hoja de papel arrugada y sin nada escrito, pero al mirarla a trasluz descubre un mensaje: la declaración de espionaje firmada por Epifanio. Le muestra el papel al subsecretario del Ministerio y juntos deciden tres cosas: sacar rápidamente a Epifanio de Varsovia, citarlo de urgencia en Madrid y dejar a Paco Lucas a cargo la Representación. De la Rubia recoge a Epifanio, éste sale camuflado y aterrorizado. En el control de pasaportes descubre a los dos tipos que lo amenazaron, esta vez le mandan sarcásticos signos de despedida y de reprimenda.
Días más tarde, Paco recibe una carta de Gadea. Éste le cuenta someramente lo acontecido con Epifanio Muñoz: a pesar de su irresponsabilidad y culpabilidad en el caso en cuestión, no se le pudo aplicar ningún castigo efectivo y duro, debido a sus poderosos contactos. Felicita a Paco por su labor una vez más y deseándole todo el éxito en su nuevo destino, Oslo. Cuando llegó el momento de partir, Paco se despide de Edurne y ésta le cuenta lo que había escuchado de boca de Musquilda, que ella era la autora del anónimo. Paco, sorprendido y a la vez aliviado, no le da importancia y se despide.

## Características literarias
El precio de una sombra está escrita en tercera persona y de forma lineal, es decir, la trama sucede de forma cronológica ordenada, aunque en un par de episodios el narrador retrocede ("analepsis") en los pensamientos del protagonista para mostrar algún punto importante de su vida pasada (como la relación sentimental de Paco Lucas con Jadwiga).
El estilo de redacción es directo, con descripciones minuciosas (en especial los sitios que el protagonista visita en Polonia), numerosos diálogos y abundantes referencias históricas y políticas. El autor hace uso de un lenguaje moderno y entendible.
La novela consta de 30 capítulos que no llevan título alguno.

## Espacio
La novela está ambientada entre 1970 y 1971 en la República Popular de Polonia, entre otros lugares la trama se desarrolla en los siguientes lugares: 
- Varsovia – el cuerpo principal de la novela sucede en la capital polaca. Se describen numerosos lugares de esta ciudad: 
  - la calle Bajońska en el barrio diplomático de Saska Kępa, donde vive Paco Lucas;
  - la avenida Marszałkowska esquina con la calle Świętokrzyska, donde se encuentra las oficinas de la Representación diplomática española;
  - el hotel Europejski en la calle Suburbio de Cracovia, donde tiene su residencia temporal el jefe de la Representación diplomática.
  - la calle Pawia del barrio de Muranów, piso donde Epifanio celebra sus encuentros amorosos clandestinos;
  - la Iglesia de los Carmelitas en la calle Suburbio de Cracovia.
- Gdansk – el astillero Lenin en el puerto de la ciudad báltica, sitio donde se inició la revuelta de los trabajadores de la construcción naval a finales de noviembre de 1970.
- Madrid – el Palacio de Santa Cruz sede del Ministerio de Asuntos Exteriores (MAE)
- Además se mencionan el campo de concentración de Auschwitz, la ciudad de Cracovia, y el puerto de Sopot, en la costa báltica polaca.

## Personajes

### Personajes principales
- Francisco “Paco” Lucas – el protagonista. Es un joven de treinta años, apuesto, inteligente, tranquilo y responsable que asume el cargo de encargado consular de la Representación española en Varsovia con agrado y diligencia. Interesado en la historia de Polonia, se relaciona con activistas políticos y revolucionarios; lo que le depara algunos problemas y la intriga que da cuerpo a la novela.
- Epifanio Muñoz – jefe de la Representación española. Es un hombre cincuentón, poco atractivo y de personalidad opaca. No tiene grandes cualidades para su puesto, delegando comúnmente el trabajo y las responsabilidades a sus subalternos. Es el típico “calzonazos” dominado por su mujer. Tiene afición por la fotografía y posee una desenfrenada pasión por las aventuras sexuales extraconyugales. Ostenta el título nobiliario de barón de la Real Acequia, a pesar de que el Consejo de Estado aún no se lo ha autorizado.
- Musquilda Echevarrieta de Muñoz – esposa de Epifanio. Es una mujer de estatura baja, poco atractiva, inoportuna, frívola y calculadora, que se dedica a gastar el dinero de su marido, viajar constantemente a España y criticar su entorno (se podría decir que es una “maruja” de alta sociedad). Está casada con Epifanio por conveniencia, no por amor; aunque por éste y por mantener su aparentemente agradable posición social es capaz de hacer cualquier cosa. No simpatiza con Paco Lucas, a quien encuentra demasiado joven, atractivo y libertino para su puesto.

### Personajes secundarios
- Gregorio Moreno – director general de Seguridad de las Fuerzas Armadas de España. Hombre corpulento, temido y
- Isabel del Espino – secretaria de la Representación diplomática.
- Joan Ricart – catalán republicano exiliado políticamente en Polonia. Es un hombre de mediana estatura, edad madura, robusto, pelo entrecano e ideas comunistas y revolucionarias. Tiene el deseo de visitar España y para eso visita la Representación y entabla conocimiento con Paco, con quien poco a poco coge una sincera amistad.
- Manuel Gadea – director general para Europa del Ministerio de Asuntos Exteriores. Conoce a Paco desde tiempos universitarios y le estima.
- Piotr Szymanowski – joven polaco anticomunista. Es biznieto de una poetisa española. Acompaña a Paco y a Joan en su viaje a los astilleros de Gdansk.
- Benjamin Amsterdamski – médico al que acuden los miembros de la Representación española. Paco acude a él para informarse sobre la destitución de Gomułka.
- Jadwiga Kallinska – compañera sentimental de Paco en Varsovia. Es una chica rubia, alta, delgada y atractiva, de carácter triste e indolente. Licenciada en lengua y literatura francesa y trabaja temporalmente de modelo.
- Jozef Rogowski – traductor de la Representación española. Es un hombre curioso, conversador y afable, que informa con mucho gusto a Paco sobre la vida e historia polacas.
- Maria Sikorska – secretaria social del jefe de la Representación. Es una dama cincuentona, elegante y que cuenta con un historial de espionaje diplomático. Se ha granjeado la simpatía de Epifanio por cubrirle y arreglarle discretamente sus encuentros amorosos.
- Rodrigo Mañas – general jefe del Alto Estado Mayor. Es informado corrientemente por Epifanio de la situación política y social en la Polonia socialista.
- Stanislaw Brochwicz – padre de la Iglesia de los Carmelitas en Varsovia, ayudante del cardenal primado Stefan Wyszyński. Padre de ideas abiertamente anticomunistas; confesor y confidente de Epifanio.
- El comandante Kopec y el capitán Brystyger – espías de los servicios polacos de seguridad e inteligencia. Interrogan y amenazan a Epifanio por sus acciones clandestinas y sus informes anticomunistas.
- Edurne – la nueva secretaria de la Representación, en reemplazo de Isabel. Una chica vasca, lista, curiosa y sincera que se convierte en buena amiga y confidente de Paco. Es apreciada también por Musquilda.